# Питър Хинс
Питър Хинс (на английски: Peter Hince) е английски фотограф, музикант и писател, автор на мемоарната книга „Queen – Извън прожекторите“.

## Биография и творчество
Питър Хинс е роден на 23 януари 1955 г. в Херефорд, Англия, в семейство от работническата класа. В училище е обещаващ млад спортист, но не го влече към допълнително образование или спортна кариера. Напуска училище на 15 години без никаква квалификация и по препоръка на баща си, който е електротехник, работи за кратко в местна фабрика. Интересувайки се повече от музика, той се мести в Лондон. Срещайки се с различни музиканти, се увлича по работа с екипа им при турнетата и успява да си намери работа в екипа на Дейвид Боуи. Също така работи с „Рокси Мюзик“, Брайън Ино и Лу Рийд. Докато работи при групата „Мот дъ Хупъл“, се запознава с глем рокаджиите „Куийн“, които го наемат като китарист по време на създаването на фундаменталния им албум A Night at the Opera. Става неразделен член на „семейството“ на групата, за която работи в периода 1975 – 1986 г., отговаряйки лично за Фреди Меркюри и Джон Дийкън. Издига се до ръководител на пътния екип за едни от най-обширните и печеливши турнета на групата. През от 70-те и 80-те години на ХХ век често е канен да говори за работата си с „Куийн“ и участието си в музиката.
През 1986 г. напуска и работи като комерсиален рекламен фотограф. Прави зърнести черно-бели подводни снимки, които са много търсени. Автор е на няколко книги, свързани с фотографията.
През 2011 г. е издадена книгата му „Queen – извън прожекторите: Животът ми с най-великата рок банда на XX век“ богато илюстрирана с негови фотографии. В нея с обич, привързаност и чувство за хумор откровено разказва най-паметните моменти от своите години, прекарани близо до рок групата.
Питър Хинс живее в Западен Лондон.

## Произведения
- Illustrator's Reference Manual: Hands and Faces (1990)[1]
- The Concise Illustrator's Reference Manual: Nudes (1995)
- Pro Digital Portrait Lighting: The Definitive Reference to Lighting Setups (2011)
- Queen unseen: my life with the greatest rock band of the 20th century (2011, допълнена 2015)[4]
Queen – извън прожекторите: Животът ми с най-великата рок банда на XX век, изд. Hybrid books (2019), прев. Евелина Пенева